# Le Thuit-Simer
Le Thuit-Simer är en kommun i departementet Eure i regionen Normandie i norra Frankrike. Kommunen ligger i kantonen Amfreville-la-Campagne som tillhör arrondissementet Bernay. År 2018 hade Le Thuit-Simer 486 invånare.

## Befolkningsutveckling
Antalet invånare i kommunen Le Thuit-Simer
Referens:INSEE